# Clement Lindley Wragge
Clement Lindley Wragge (18 de setembro de 1852 – 10 de dezembro de 1922) foi um meteorologista nascido em Stourbridge, Worcestershire, Inglaterra, mudou-se depois para Oakamoor, Staffordshire quando era criança. Ele criou o Museu Wragge em Stafford após uma viagem ao redor do mundo. Foi membro da Royal Geographic Society e em 1879 foi eleito membro da Royal Meteorological Society em Londres. Até ao fim da sua vida, ele estava interessado em teosofia e espiritualismo. Durante sua turnê pela Índia, ele se encontrou com Mirza Ghulam Ahmad, de Qadian, o fundador do movimento Ahmadiyya no Islão que afirmava ser o Mádi, o redentor messiânico aguardado pelos muçulmanos. Sir Arthur Conan Doyle o procurou na Nova Zelândia para pedir suas opiniões sobre o espiritualismo antes de escrever The Wanderings of a Spiritualist, em 1921. Depois de se formar em direito, Wragge se tornou meteorologista, as suas realizações em campo, incluindo a conquista da Medalha de Ouro da Sociedade Escocesa de Meteorologia e anos depois, iniciando a tendência de usar o nome das pessoas para ciclones . Ele viajou muito, dando palestras em Londres e na Índia, e em seus últimos anos foi uma autoridade na Austrália, Índia e Ilhas do Pacífico.

## Primeiros anos
Wragge foi originalmente chamado William, mas isso foi alterado para Clement (Lindley era o nome de seu tio-avô). Os seus pais morreram quando ele era jovem: a sua mãe aos cinco meses e o seu pai, Clement Ingleby Wragge, aos cinco anos após uma queda de seu cavalo. Ele foi criado por vários anos pela sua avó, Emma Wragge (anteriormente Ingleby) em Oakamoor, Staffordshire, que lhe ensinou os rudimentos da cosmologia e meteorologia. O marido de Emma, George, morreu em 1849 e administrou as obras de Oakamoor da Cheadle Brass Wire Company antes de ser vendida para Thomas Bolton em 1852. Wragge tornou-se um naturalista ávido desde tenra idade, cercado pela beleza do vale de Churnet. Ele foi educado inicialmente na escola da Igreja em Oakamoor, e depois a sua educação formal foi na Grammar School de Uttoxeter Thomas Alleyne. Wragge odiava ser pensionista em Uttoxeter e fugiu, mas foi devolvido à escola onde se destacou. Com a morte de sua avó, em 1865, seus tios George e William decidiram que ele deveria se mudar para Londres para morar com a sua tia Fanny e a sua família em Teddington. Ele foi considerado mimado pela sua tia e se rebelou contra o tratamento severo. Mais tarde, ele entrou na escola Belvedere, em Upper Norwood, e no final da sua educação, melhorou o seu latim na Cornualha. Ele então seguiu os passos do seu pai, estudando direito na Lincoln's Inn. Ele também compareceu ao Hospital St. Bartholomew, ao lado de estudantes de medicina, para assistir às operações. Wragge viajou extensivamente pelo continente europeu com o seu tio William de Cheltenham. O seu primo em segundo grau era Clement Mansfield Ingleby, sócio do escritório de direito da família Ingleby, Wragge e Ingleby (que mais tarde ficou conhecido como Wragge & Co de Birmingham), e mais tarde foi estudioso da literatura. Aos 21 anos, Wragge recebeu a herança tinha ficado dos seus pais e um legado de prata da família que ele deixou para a sua tia, no lado da sua mãe. Ele decidiu tirar oito meses de folga da Lincoln's Inn para visitar o Egito e o Levante.
Em outubro de 1874, Wragge, juntamente com um amigo Gaze Hoclen, partiu de Londres em uma turnê de Thomas Cook, viajando para Paris de comboio e para Marselha, onde navegou para o Egipto no 'Neiman'. Ele viajou pelo Nilo e participou numa escavação arqueológica. Ele então visitou a Palestina, Jerusalém e os locais sagrados, onde conheceu um grupo de mórmons que o interessavam. Ele prometeu visitar a nova cidade que estava sendo construída em Salt Lake, no oeste americano. Depois de muita deliberação, ele decidiu não voltar ao Reino Unido com o seu amigo e reservou uma passagem por Cooks no 'John Tennant' via Índia para a Austrália, depois partiu de Newcastle, Sydney, no final de agosto de 1875, através do Pacífico para São Francisco. Uma vez em São Francisco, ele viajou de comboio pelo oeste selvagem até Toronto via Salt Lake City . Enquanto estava em Salt Lake City, ele encontrou-se brevemente com Brigham Young, como era o seu direito como visitante. Mais tarde, ele escreveu vários artigos sobre os mórmons e a sua religião. Em Toronto, ele encontrou-se com o seu primo Edmund Wragge, que se tornou num famoso engenheiro ferroviário no Canadá, África do Sul e Grã-Bretanha. Ele voltou para casa em Oakamoor para enfrentar o seu tio George (dos advogados de Ingleby, Wragge e Ingleby), que agora tinha Oakamoor Lodge como refúgio no país da sua prática em Birmingham e estava muito descontente com o seu comportamento. Ele tomou a decisão de longo alcance de que a lei não era para ele, e entregou os seus artigos e foi treinado como soldado da marinha na Academia Náutica de Janet Taylor, em Londres. Em 1876, ele navegou para a Austrália, trabalhando para a sua passagem para Melbourne.
Ele visitou as suas relações em Ingleby em Adelaide, incluindo Rupert Ingleby, QC, e obteve uma posição no Departamento de Agrimensura-Geral na Austrália Meridional, participando de pesquisas nas áreas de matagal de Flinders Ranges e Murray. Ele se casou em 13 de setembro de 1877 com Leonora Edith Florence d'Eresby Thornton (sua irmã muito mais velha foi casada com Rupert Ingleby) e voltou para Oakamoor, Inglaterra no Hesperus em 1878 com sua esposa, onde foi direto para seus alojamentos em Oakamoor .

## Meteorologia
Wragge precisava de experiência em leitura do tempo, então ele montou duas estações meteorológicas em North Staffordshire em 1879 na estação ferroviária de Oakamoor para leituras de baixo nível e uma estação de alto nível em Beacon Stoop em Weaver Hills em North Staffs, não muito longe da fazenda Parkhouse, Farley, onde se mudou depois de um tempo no Farley Cottage. Essas leituras foram feitas continuamente até 1883 e os resultados foram enviados a ele em Ben Nevis, quando ele estava na Escócia. Tornou-se escritor prolífico e colaborou semanalmente no jornal Cheadle Herald, de 1879 a 1885, e no Good Words e no Midland Naturalist, que apoiaram o seu trabalho. Tornou-se amigo firme do WHGoss, o fabricante de porcelana de Stoke-on-Trent, um membro do Clube de Campo Arqueológico e Naturalista de North Staffordshire.
Durante 1881, depois de conhecer os planos da Sociedade Escocesa de Meteorologia de estabelecer uma estação meteorológica em Ben Nevis, Wragge se ofereceu para fazer ascensões diárias e fazer observações meteorológicas. Posteriormente, essa oferta foi aceite com Wragge subindo ao topo da montanha na maioria dos dias entre 1 de junho e meados de outubro, enquanto a sua esposa fazia leituras comparáveis perto do nível do mar em Fort William.  Como resultado dessas séries de observações, Wragge recebeu a Medalha de Ouro da Sociedade em uma reunião em março de 1882.  Depois que uma segunda série de observações foi realizada em 1882, um Observatório da Cúpula foi aberto em 1883. Wragge se candidatou ao cargo de Superintendente, mas não teve êxito, possivelmente porque ele tinha uma família em crescimento e precisava de alguém para passar semanas longe de casa. Ele decidiu voltar para a Austrália e saiu levando a sua esposa, seu agora famoso e fiel cachorro 'Renzo' e seu gato, que causou estragos na viagem.
A esposa de Wragge, Leonora, deu à luz uma filha, Leonora Ingleby, (mais tarde renomeada para Emma) em Oakamoor 1878 e Clement Lionel Egerton em 1880. O seu terceiro filho, Rupert Lindley, nasceu em agosto de 1882 na Escócia. Wragge partiu para a Austrália logo depois em 1883. O seu primeiro filho, Clement Lionel Egerton, nascido em Farley, Staffordshire em 1880, se alistou mais tarde no 2º Regimento de Cavalos Ligeiros da Primeira Força Imperial Australiana e morreu de feridas em Gallipoli em 16 de maio de 1915.

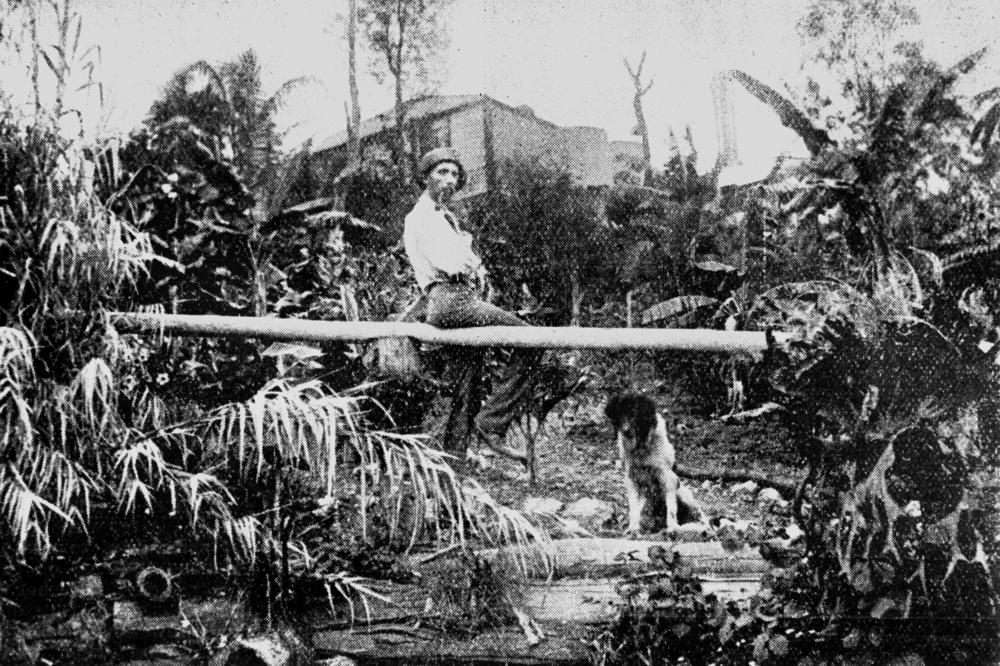
Wragge em seu jardim em Capemba, Taringa, por volta de 1902

Em 1884, mudou-se para os arredores de Adelaide, no sul da Austrália, e montou um observatório meteorológico privado. Posteriormente, ele montou uma estação meteorológica no Monte Lofty, antes de, em 1886, tornar-se o principal motor da fundação da Royal Meteorological Society of Australia.  Suas atividades subsequentemente chamaram a atenção do governo de Queensland, que o contratou para escrever um relatório sobre o desenvolvimento de uma organização meteorológica em Queensland que poderia ajudar a conter as perdas de transporte de ciclones.  O governo ficou impressionado com seu trabalho e, em 1 de janeiro de 1887, foi nomeado meteorologista do governo de Queensland. Três semanas após sua chegada a Brisbane, 18,305 centímetros de chuva caíram, ganhando o apelido de "Inclement" Wragge. Wragge construiu uma casa, Capemba, em Taringa (agora 217 Swann Road).
Ele rapidamente causou inquietação entre meteorologistas e astrônomos de outras colônias australianas quando começou a produzir gráficos e previsões não apenas para Queensland, mas também para outras áreas do continente. Ele os inflamou ainda mais, inscrevendo seus relatórios Meteorologia da Australásia, Chief Weather Bureau, Brisbane e afirmando que, embora ele e sua equipe estivessem envolvidos inteiramente em pesquisas meteorológicas, homens do clima em outras colônias eram astrônomos do governo, cujo tempo também era repleto de correios e telégrafos. deveres.
Nas décadas de 1880 e 1890, Wragge estabeleceu uma extensa rede de estações meteorológicas em torno de Queensland e desenvolveu uma série de sinais de tempestade para serem usados mediante instruções telegráficas de Brisbane a Cape Moreton, ponto de ilha dupla, Sandy Cape, Bustard Head, Cabo Capricorn, Flat Top Island, Cape Bowling Green, Cape Cleveland, Cooktown, Ilha Thursday e Karumba . Ele também criou um serviço internacional com a Nova Caledónia, pelo qual recebeu dados de Nouméa sobre o novo cabo. Entre 1888 e 1893, Wragge treinou  Inigo Owen Jones, que se tornou um renomado meteorologista de longo alcance.
Em 1895, Wragge montou uma estação meteorológica perto do cume do Monte Wellington, na Tasmânia, e em 1897 estabeleceu outra no Monte Kosciuszko . Ele também participou de conferências internacionais em Munique (1891) e Paris (1898 e 1900).
Wragge também foi responsável pela convenção de nomear ciclones. Sua ideia original era nomeá-los após as letras do alfabeto grego, mas mais tarde ele usou os nomes das figuras da mitologia polinésia e dos políticos. Os políticos que usaram ciclones com o nome Wragge incluem James Drake, Edmund Barton e Alfred Deakin . Outros nomes coloridos que ele usou incluem Xerxes, Hannibal, Blasatus e Teman. Após a aposentadoria de Wragge, a prática de nomear ciclones cessaria por sessenta anos.
Em 1898, Wragge começou a publicar o Australian Weather Guide and Almanac, que continha não apenas informações meteorológicas, mas também contribuições em geologia, artesanato, agricultura, mineração, abastecimento de água e informações postais. Em um esforço para quebrar a seca de 1902, ele comprou vários canhões Stiger Votex, que supostamente eram capazes de trazer chuva das nuvens. Os disparos de teste em Charleville em 26 de setembro não tiveram êxito. Wragge não estava lá para ver o experimento real, depois de sair da cidade após uma discussão com o conselho local. Hoje, dois dos canhões estão em exibição em Charleville.
Wragge renunciou ao governo de Queensland em 1903, quando seu financiamento foi reduzido após a Federação da Austrália .

## Anos findos
Wragge viajou por vários anos depois de terminar com o governo de Queensland. Em 1904, ele visitou as Ilhas Cook, Nova Caledónia e Taiti para examinar a fauna local e escreveu um relatório sobre lagartas e vespas de papel para o governo em Rarotonga.
Ele se candidatou sem sucesso ao cargo de meteorologista da Commonwealth (australiano) no Bureau of Meteorology em 1908 antes de retornar à Nova Zelândia. Ele viveu por um tempo em Dunedin antes de se estabelecer na Rua 8 Awanui (anteriormente chamada Arawa St e antes da Bath St), Birkenhead, Auckland, com a sua esposa de facto Louisa Emmeline (conhecida como Edris) Horne, uma teosofista anglo-indiana. Lá, ele fundou o Instituto e Museu Wragge, que mais tarde foi parcialmente destruído pelo fogo, incluindo muito tristemente a maioria dos seus trabalhos e diários escritos, e também a conhecida atração de visitantes - os jardins tropicais Waiata.
Durante a sua turnê pela Índia em 1908, Wragge conheceu Mirza Ghulam Ahmad, que alegou ser o Messias Prometido predito nas escrituras bíblicas e islâmicas. Os diálogos entre os dois são gravados no Malfūzāt, os discursos de Ghulam Ahmad. Alguns de seus seguidores acreditam que Wragge se converteu ao Islã e permaneceu muçulmano até à sua morte. A prova da sua conversão é citada pelos estudiosos muçulmanos Ahmadiyya na forma de cartas escritas a Mufti Muhammad Sadiq, um companheiro de Ghulam Ahmad, pelo Prof. Wragge após o seu encontro com Ghulam Ahmad em Lahore. No entanto, registros familiares mais pessoais sugerem que Wragge permaneceu um teosofista até à sua morte em 1922.
Clement Wragge morreu em 10 de dezembro de 1922 em Auckland por um derrame. O seu filho, da companheira de fato, Louisa, Kismet K Wragge, permaneceu como "Primeiro Oficial" do Instituto Wragge.